# Кенкіяк
Кенкія́к (каз. Кеңқияқ) — село у складі Темірського району Актюбінської області Казахстану. Адміністративний центр Кенкіяцького сільського округу.
Населення — 6015 осіб (2021; 4954 у 2009, 4777 у 1999).